# 성남시·광주군
성남시·광주군은 대한민국의 옛 국회의원 선거구이다. 당시 경기도 성남시와 광주군 지역을 관할했다.

## 역사
제11대 국회의원 선거를 앞두고 성남시·광주군·여주군·이천군에서 분리되면서 신설되었다.
제13대 국회의원 선거를 앞두고 성남시 갑, 성남시 을, 광주군 선거구로 각각 분리되면서 폐지되었다.

## 역대 국회의원
| 선거   | 정당 | 정당       | 1위 의원 | 정당 | 정당       | 2위 의원 |
| ------ | ---- | ---------- | -------- | ---- | ---------- | -------- |
| 1981년 |      | 민주정의당 | 오세응   |      | 신정당     | 이대엽   |
| 1985년 |      | 한국국민당 | 이대엽   |      | 민주정의당 | 오세응   |

## 역대 선거 결과

### 대한민국 제11대 국회의원 선거
|  | 40.67% |

|  | 24.98% |

|  | 12.65% |

|  | 6.40% |

|  | 4.68% |

|  | 3.88% |

|  | 2.68% |

|  | 2.28% |

|  | 1.76% |

### 대한민국 제12대 국회의원 선거
|  | 30.66% |

|  | 25.67% |

|  | 17.97% |

|  | 15.69% |

|  | 6.83% |

|  | 3.16% |